# 布萊克克里克 (喬治亞州)
布萊克克里克（英語：Black Creek）是位於美國喬治亞州布賴恩縣的一個非建制地區。該地的面積和人口皆未知。

## 地理
布萊克克里克的座標為31°09′59″N 81°29′22″W / 31.16639°N 81.48944°W，而該地的平均海拔高度為6米（即20英尺）。